# Técnico jurídico
Técnico jurídico ou técnico em serviços jurídicos é um profissional que possui notável conhecimento jurídico e que atua em cartórios judiciais e extrajudiciais, tribunais de justiça, fóruns, suporte e apoio técnico-administrativo em escritórios jurídicos; de auditoria; de recursos humanos; de assessoria em departamentos administrativos governamentais e não governamentais. Realiza pesquisa como na compilação de informações de âmbito forense, buscas de casos passados, recolhem informações e documentos necessários para o bom andamento de um processo judicial. Podem preparar contratos, hipotecas e procurações. Presta atendimento ao público. Em inglês designa-se paralegal.
O técnico de serviços jurídicos é uma profissão recente sendo ainda pouco conhecida no meio acadêmico e profissional, tendo sido criado em 2005 pela Centro Paula Souza para atender solicitação do Tribunal de Justiça de São Paulo que necessitava de qualificação dos serventuários que atuavam diretamente na atividade-fim do poder judiciário e de formação e capacitação de profissionais para atuarem junto a diversos órgãos, públicos e privados.
Iniciado com o objetivo de capacitar os servidores e serventuários da justiça, elaborar conhecimentos e implementar ações, objetivando a racionalização e a simplificação dos serviços judiciários, além de colaborar na criação e revisão de manuais de procedimentos a serem adotados nas áreas de competência da Justiça Estadual, posteriormente a clientela do curso foi ampliada, deixando a habilitação de ser oferecida somente para os serventuários da justiça e passando a ser destinada, também, para o público em geral, ou seja, candidatos ou profissionais que trabalham nos escritórios jurídicos e demais empresas que utilizem esses serviços e que tenham interesse em trabalhar na área.

## Habilitação e reconhecimento
A habilitação profissional de técnico em serviços jurídicos foi reestruturada e em 2005 foi reconhecida pelo Ministério da Educação que o incluiu no catalogo nacional de cursos técnicos, no eixo tecnológico de gestão e negócios com carga horária de no mínimo 1200 horas.
Constam no portal MEC as funções do técnico de serviços jurídicos, conforme segue:
Executa serviços de suporte e apoio técnico-administrativo a escritórios de advocacia, de consultoria jurídica, recursos humanos e departamentos administrativos, bem como cumpre as determinações legais atribuídas a cartórios judiciais e extrajudiciais, executando procedimentos e registros cabíveis. É responsável pelo gerenciamento e pelo arquivo de processos e de documentos técnicos. Presta atendimento ao público. (MEC, 2005)
No Ministério do Trabalho e Emprego não existe registro para o técnico em serviços jurídicos havendo apenas a profissão de auxiliar de serviços jurídicos registrada naquele órgão com o código 3514-30, contudo sem a titularidade de Técnico.
Expectativas do curso
Ao concluir o curso técnico de serviços jurídicos, os formandos devem possuir aprimoramento profissional, atingindo competências ideais e suficientes para o desenvolvimento basilar das atividades cotidianas de um ambiente jurídico-administrativo resultando no aumento da celeridade dos feitos, com consequente elevação do percentual de satisfação, tanto do público interno, como do externo e dos usuários do Sistema de Justiça.
Deve dominar os múltiplos recursos do ambiente de trabalho e fornecer suporte técnico, administrativo e jurídico ao empregador para garantir celeridade e eficiência nos feitos do escritório. 
Para o desenvolvimento dos trabalhos o técnico em serviços jurídicos dispõe atualmente de diversas ferramentas tecnológicas que facilitam a rotina de um escritório de âmbito jurídico ou de gestão administrativa. Durante a formação o aluno aprende a lidar com varias ferramentas digitais como: programas de gestão de escritórios e de gestão de pessoas, planilhas, banco de dados, controle de processos, gerenciamento de arquivos, sites de informações jurídicas, assessorias online, bibliotecas digitais, além de aparelhos móveis e portáteis que podem conter informações jurídicas e processuais dos clientes facilitando a consulta de processos e demais informações em qualquer local.
Novas tecnologias podem aparecer na área jurídica e administrativa e o técnico em serviços jurídicos deve estar sempre preparado para aprender e dominar estas ferramentas.

Demanda e oferta
O curso técnico em serviços jurídicos atualmente é oferecido nos estados de Santa Catarina, São Paulo, Ceará, Paraíba, Piauí, Mato Grosso e do Espírito Santo.
O técnico em serviços jurídicos pelo mundo
Em alguns países, como Estados Unidos e Canadá, existe a figura do paralegal que é uma pessoa, qualificada pela educação, formação ou experiência adquirida pelo trabalho, corporação, agência governamental ou outra entidade e que realiza especificamente trabalho de apoio técnico jurídico de empresas e demais órgãos públicos e privados.
Em Ontário, no Canadá, os paralegais são profissionais jurídicos independentes, licenciados pela Law Society of Upper Canada (equivalente OAB no Brasil) para prestar serviços jurídicos dentro do seu âmbito de prática para o público em geral. Paralegais licenciados em Ontário podem gerir a seu próprio escritório jurídico ou ser apontado como um juiz de paz e ainda empregar-se como Promotor de justiça (municipal ou provincial).
Existem várias diferenças entre paralegais e advogados. Assim como advogados, os paralegais (em Ontario) podem aparecer diante de um juiz até mesmo em casos criminais. Outros exemplos #include direito trabalhistas, direitos humanos, apelos de sponsorship, refugiados dentre outros.
Na África do Sul os paralegais são reconhecidos pelo governo como assistentes jurídicos e suas funções podem incluir: contatos com clientes de seus empregadores para auxiliar na resolução de problemas legais, pesquisa jurídica, preparando casos em tribunais e em ligação com o público.  Geralmente são contratados por grandes corporações, escritórios de patentes, empresas jurídicas, agentes imobiliários, departamentos governamentais, etc., para prestar apoio jurídico às corporações, como pesquisa jurídica, investigação/inspeção, aconselhamento jurídico ou assistência legal.
No Japão, existe o shihō shoshi (司法書士) que seria traduzido como sendo um escrivão judicial e funciona de forma semelhante ao paralegais. Escrivães realizam um trabalho jurídico, acima do nível de secretário, mas abaixo do nível de advogado, e podem trabalhar em escritórios jurídicos ou de forma independente. Escrivães podem representar clientes em algumas matérias de baixo nível, mas não em estágios mais avançados de litígios. Tal como acontece com os advogados no Japão, escrivães são regulados e devem passar por um exame para poderem exercer a profissão.
Este mesmo profissional existe na Coreia do Sul, com as mesmas atribuições dos escrivães japoneses, porém com nome de Beopmusa (法務士).
No Reino Unido existe um órgão que regulamenta a profissão de paralegal, existem cerca de 200.000 profissionais no país, destes 4.000 são registrados em órgãos públicos e podem prestar assistência ao publico. No Reino unido e Pais de Gales paralegais podem atuar na preparação de documentos relativos ao transporte de carga ou de terra, empreender direito de sucessões, contencioso empresarial (exceto no juizado de pequenas causas), porém possuem direitos muito limitados para a realização de litígios nas audiências em tribunais. Na prática, muitos aparecem em tribunais em todos os níveis como assistentes.
Paralegais também podem atuar, no Reino Unido, como representantes da policia estadual onde são credenciados, dando conselhos gerais para os clientes mantidos em custódia policial.